# Takizawa, Iwate
Takizawa (japanska: 滝沢市 ?, Takizawa-shi) är en stad i Iwate prefektur i Japan. Staden fick stadsrättigheter 2014.